# بوستان زمزم (تهران)
بوستان زمزم بزرگترین بوستان محله زمزم است. این بوستان در سال ۱۳۶۶ با مساحت پنجاه و سه هزار و سیصد و پنجاه و سه متر مربع در ناحیه دو منطقه ۱۷ شهرداری تهران افتتاح شد. در حاشیهٔ پارک، فضای باز مناسبی برای انجام انواع ورزش‌ها فراهم شده که از نور پردازی مطلوبی برخوردار است.